# Des mots qui sonnent (singolo)
Des mots qui sonnent è il primo singolo promozionale dell'album Dion chante Plamondon della cantante canadese Céline Dion, uscito in Canada l'11 novembre 1991. I testi della canzone sono stati scritti dal paroliere franco-canadese Luc Plamondon mentre la composizione delle musiche è opera dei musicisti canadesi Aldo Nova e Marty Simon. I primi due avevano già collaborato con la Dion, nel suo precedente album francese, Incognito. Per accompagnare il singolo fu realizzato anche un videoclip musicale diretto da Alain Desrochers. Des mots qui sonnent raggiunse la decima posizione della classifica dei singoli più venduti in Québec.

## Contenuti e videoclip musicale
Il titolo della canzone è un gioco di parole. Sebbene significhi letteralmente "parole che suonano", può anche significare "parole che hanno un significato" (il verbo francese "sonner" significa "suonare" o "avere un significato"). La canzone è una dichiarazione di Céline Dion a un cantautore, in cui gli chiede di scriverle una canzone che farà successo e che raggiungerà la top ten delle classifiche, menzionando tra le altre cose, anche il videoclip che dovrà filmare. La canzone è un brano allegro con un tocco rock, caratteristico dei primi lavori di Céline che si allontana dalle power ballad per le quali ha avuto molto successo.
Sebbene Des mots qui sonnent fosse solo un singolo promozionale lanciato solo radiofonicamente, fu realizzato anche un video musicale che ha come protagonisti gli autori del brano: Luc Plamondon e Aldo Nova. Il video è stato diretto da Alain Desrochers nell'ottobre 1991 ed è stato incluso anche nel DVD On ne change pas pubblicato nel 2005.

## Recensioni da parte della critica
L'editore di AllMusic Jose F. Promis riguardo al brano scrisse:"La sua voce trasuda una passione oltre i suoi giovani anni, in particolare sull'apertura a dondolo dell'album Des mots qui sonnent."

## Pubblicazioni e successo commerciale
Des mots qui sonnent è stato in seguito inserito nel maxi-singolo canadese di Céline Dion, Beauty and the Beast.
Le versioni live di Des mots qui sonnent si possono trovare sugli album live della Dion: À l'Olympia e Céline une seule fois / Live 2013. La canzone fa parte anche della track list del greatest hits in francese pubblicato dalla Dion nel 2005, intitolato On ne change pas.
Des mots qui sonnent è entrato nella Quebec Airplay Chart il 25 novembre 1991 e ha raggiunto la posizione numero dieci, rimanendo diciassette settimane totali in classifica.

## Formati e tracce
CD Singolo Promo (Canada) (Sony Music: CDNK 646)
1. Des mots qui sonnent – 3:55 (testo: Luc Plamondon – musica: Aldo Nova, Marty Simon)

## Classifiche
| Classifica (1991) | Posizione massima raggiunta |
| ----------------- | --------------------------- |
| Québec (ADISQ)    | 10                          |

## Crediti e personale
Personale
- Direzione artistica - René Angélil, Vito Luprano, Luc Plamondon
- Musica di - Aldo Nova, Marty Simon
- Produttore - Serge Perathoner, Jannick Top
- Produttore esecutivo - Vito Luprano
- Programmato da - Yves Frulla
- Testi di - Luc Plamondon